# 137. Infanterie-Division (Wehrmacht)
La 137. Infanterie-Division fu una divisione dell'esercito tedesco attiva durante la seconda guerra mondiale che venne creata nel 1940 e fu schierata lungo il fronte orientale, dove fu distrutta nel 1943.

## Storia
La divisione fu costituita il 10 ottobre 1940, nell'area di addestramento militare di Döllersheim ed era formata da un terzo della 44. Infanterie-Division, della 262. Infanterie-Division e dalle parti trainate da cavalli della 18. Infanterie-Division. Dal 15 al 21 febbraio 1941 la divisione fu trasferita nell'Alta Austria, nella zona intorno a Ried im Innkreis, dove ha continuato la sua formazione e nel periodo dal 24 al 29 marzo fu trasferita tramite ferrovia nella zona tra Lodz, Tomaszow, Nowe Miasto e Skierniewice. Dal 25 maggio al 2 giugno, avanzò marciando per Varsavia fino all'area di Sokolow, al confine russo e dopo l'inizio dell'operazione Barbarossa, il 22 giugno 1941, attraversò il Bug, avanzò attraverso la foresta di Bryansk e parte alla Battaglia di Minsk-Białystok, raggiungendo Minsk il 9 luglio. Fino al 16 luglio, ha marciato attraverso Borisov fino a Orsha senza entrare in contatto con il nemico e dal 16 al 18 luglio prese parte alla battaglia di Smolensk. All'inizio di agosto 1941, prese parte alle battaglie per Roslavl, avanzò lungo il Desna per poi fermarsi ad ovest di Yelnya, dove si svolsero pesanti battaglie difensive fino alla fine di settembre e dal 2 al 9 ottobre 1941 prese parte alla battaglia di Vyaz'ma, ma a causa della crescente minaccia partigiana nelle retrovie del fronte tedesco, il 10 ottobre fu spostata per combattere i partigiani nella zona tra Vjazma, Dorogobush, Yelnya, Kirov e Juchnov.
Il 28 ottobre fu trasferita nell'area tra Kaluga, Maloyaroslavets e Medyn, da dove il 7 novembre prese parte alla battaglia di Mosca, avanzando attraverso il Protva fino al Nara vicino a Tarutino. Dopo l'inizio dell'offensiva invernale sovietica, il 6 dicembre 1941, fu spostata sull'Oka, a est di Kaluga e durante i pesanti combattimenti difensivi iniziati il 21 dicembre 1941 venne ucciso il comandante della divisione, il Generalleutnant Friedrich Bergmann. Dal 25 al 29 dicembre la divisione combatté per Kaluga, che alla fine andò perduta, prese poi parte alla battaglia per Juchnov fino a metà aprile 1942, tuttavia nella primavera dello stesso anno, i combattimenti in quest'area continuarono a diminuire e la divisione rimpiazzò le sue perdite. Alla fine di aprile fu spostata a nord di Mosalsk, dove rimase in una posizione relativamente tranquilla nei mesi successivi, ma dopo la sconfitta nella battaglia di Stalingrado, il 10 febbraio 1943, fu spostata nell'area della 707. Infanterie-Division, nell'area a sud-ovest di Orël, dove fu divisa in gruppi di combattimento e coinvolta in pesanti battaglie difensive. A metà agosto fu trasferita nella zona di Sevsk, dove fu coinvolta in diverse battaglie difensive fino all'inizio di settembre, quando ricevette l'ordine di ritirarsi a ovest, attraversando il Dnepr. Il 15 ottobre 1943, le unità sovietiche attraversarono il Dnepr ed il comandante della divisione, il Generalleutnant Hans Kamecke, fu ucciso durante i combattimenti. Le unità sovietiche riuscirono a sfondare la linea del fronte della divisione il 18 ottobre 1943 ed il 2 novembre, la divisione fu sciolta ed il suo stato maggiore formò il quartier generale della 271. Infanterie-Division, mentre il resto del personale è stato utilizzato per creare nuove unità.

## Ordine di battaglia
137. Infanterie-Division 1940
- Infanterie-Regiment 447
- Infanterie-Regiment 448
- Infanterie-Regiment 449
- Artillerie-Regiment 137
- Pionier-Bataillon 137
- Panzerjäger-Abteilung 137
- Aufklärungs-Abteilung 137
- Divisions-Nachrichten-Abteilung 137
- Divisions-Nachschubführer 137

137. Infanterie-Division 1943
- Grenadier-Regiment 447
- Grenadier-Regiment 448
- Divisions-Bataillon 137
- Artillerie-Regiment 137
- Pionier-Bataillon 137
- Panzerjäger-Abteilung 137
- Feldersatz-Bataillon 137
- Divisions-Nachrichten-Abteilung 137
- Divisions-Nachschubführer 137

## Decorazioni
Alcuni soldati della 137. Infanterie-division furono premiati per le loro azioni in guerra:
- Croce Tedesca
  - in oro: 3
- Croce di Cavaliere della croce di ferro: 8[5]
- Distintivo per combattimenti ravvicinati:
  - in bronzo: 1

## Comandanti
- Generalleutnant Friedrich Bergmann (8 ottobre 1940 - 21 dicembre 1941)
- Oberst Heine (21 dicembre 1941 - 28 dicembre 1941)
- Oberst Muhl (28 dicembre 1941 - 5 gennaio 1942)
- Generalleutnant Hans Kamecke (5 gennaio 1942 - 2 febbraio 1942)
- Oberst Heine (2 febbraio 1942 - 17 febbraio 1942)
- Oberst Mahlmann (17 febbraio 1942 - 1º giugno 1942)
- Generalleutnant Hans Kamecke (1º giugno 1942 - 15 ottobre 1943)
- Generalleutnant Egon von Neindorff (15 ottobre 1943 - 2 novembre 1943)[1]